# A Estrada

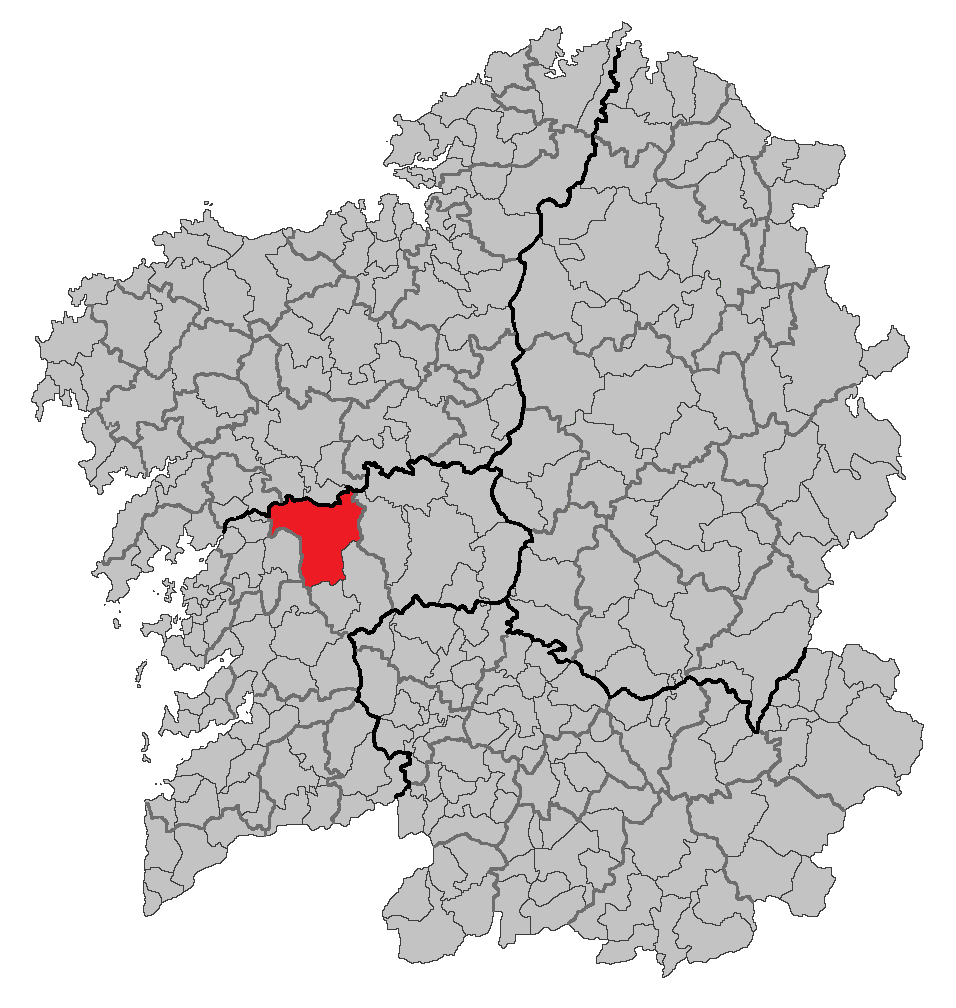
A Estrada, Pontevedra, Galizia

A Estrada (nome ufficiale in galiziano, La Estrada in castigliano), è un comune spagnolo di 22 308 abitanti situato nella comunità autonoma della Galizia, a 24 km a sud di Santiago de Compostela.